# Vincenzo Caianiello
Vincenzo Caianiello, italijanski odvetnik, sodnik in politik, * 2. oktober 1932, Caserta, † 2002.
Caianiello je bil sprva le sodnik Ustavnega sodišča Italije (23. oktober 1986-23. oktober 1995), od leta 1995 do januarja 1996 pa je bil tudi predsednik sodišča.
Med januarjem in majem 1996 je bil minister za pravosodje Italije.